# Sega (Cavaion Veronese)
Sega è una frazione del comune di Cavaion Veronese, in provincia di Verona.

## Storia
Le prime tracce documentate della presenza umana nella zona di Sega risalgono al periodo romano. Tuttavia, il nucleo abitativo vero e proprio si è sviluppato nel corso dei secoli successivi, in particolare durante il medioevo.

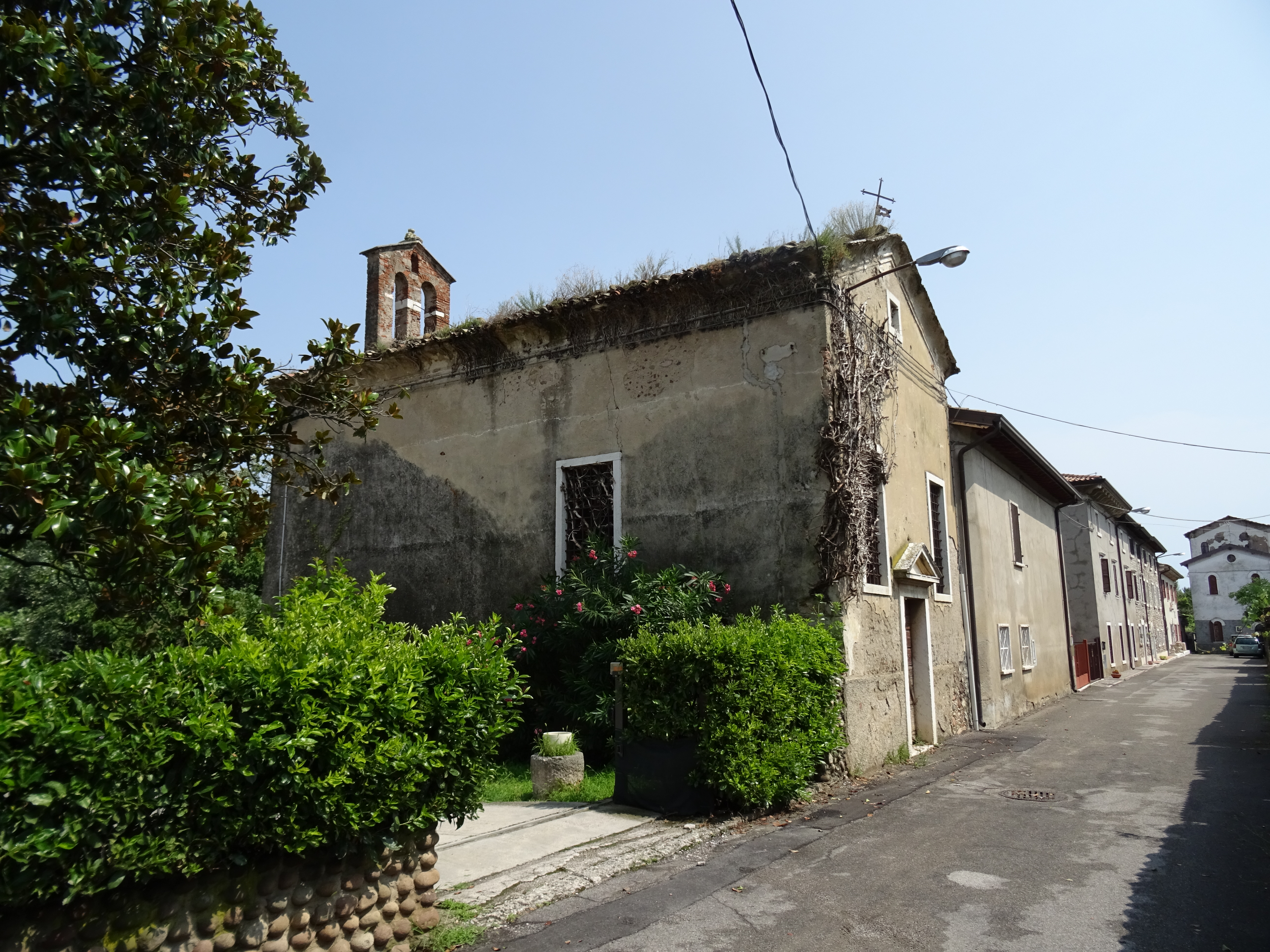
La vecchia chiesa di San Gaetano

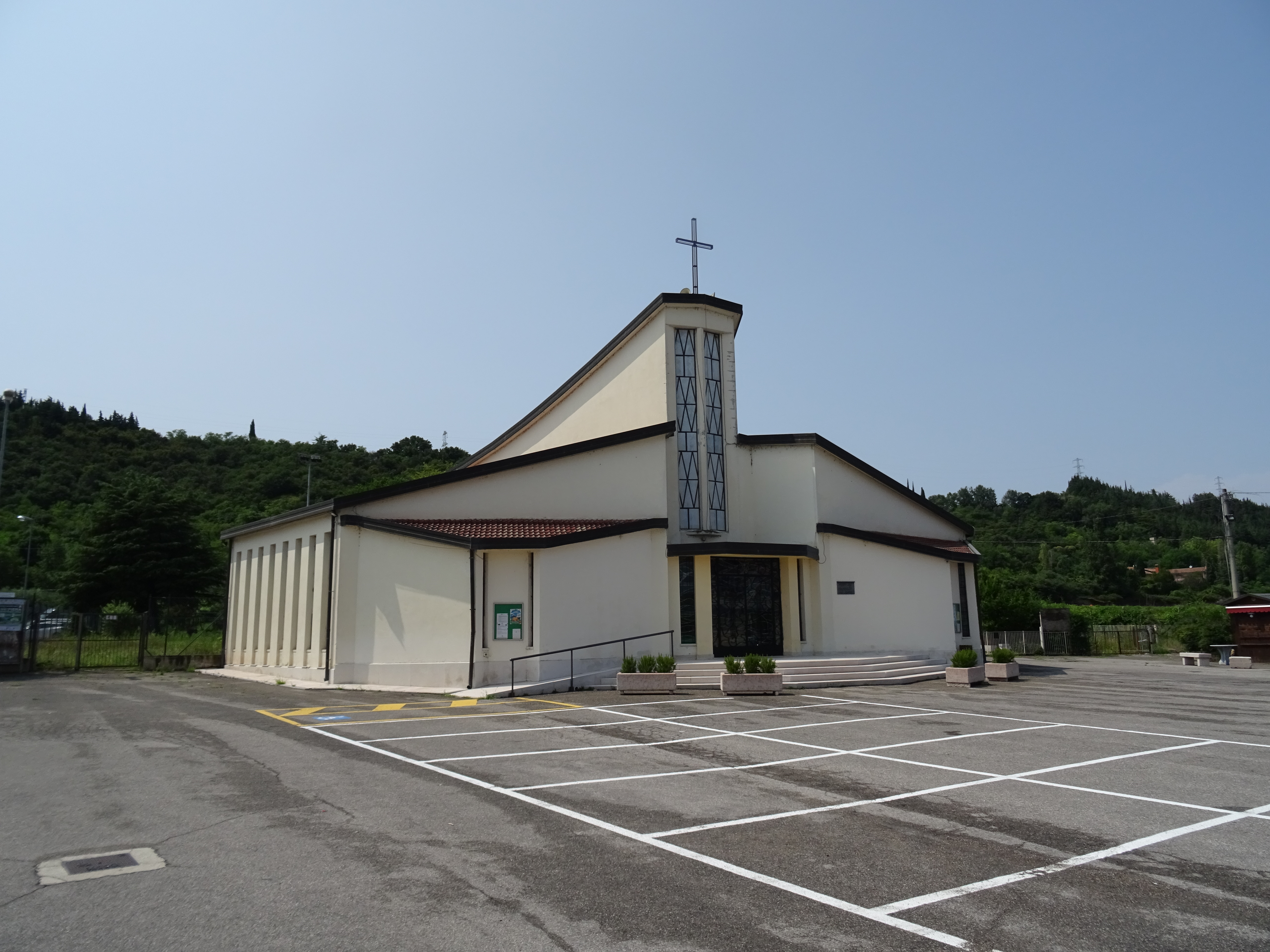
La nuova chiesa di San Gaetano

Il toponimo "Sega" potrebbe derivare dal latino seges che significa "campo coltivato", indicando l'attività agricola che ha caratterizzato la regione per secoli.

## Geografia
La frazione si trova stretta tra il fiume Adige a est e il canale Biffis a ovest, ed è attraversata dal Canale Alto Agro Veronese. 
Il paese è il punto terminale della strada provinciale 11 "della Val d'Adige", ed è attraversato dalla strada provinciale 27/A "Napoleonica".

## Monumenti e luoghi d'interesse
- Chiesa di San Gaetano da Thiene, vecchia: situata nel "Borgo Vecchio", venne costruita nel 1777 per volere dei fratelli Cà Brusà, ed era soggetta alla parrocchia di San Michele di Gaium (Rivoli Veronese); l'edificio ha un portale timpanato, riportante la scritta PROVIDENTIE PROBUGNATORI SACRUR, e un piccolo campanile a vela; è abbandonata e in stato di degrado[2][3].
- Chiesa di San Gaetano da Thiene, nuova: costruita tra il 1968 e il 1971 per accomodare l'aumento di popolazione; venne elevata a parrocchiale nel 1970, e dal 1984 vi venne accorpata anche la soppressa parrocchia di Gaium. È un edificio contemporaneo, con pseudo facciata a salienti e campanile a vela sopra al presbiterio[2].